# Niklas Gällstedt
Niklas Gällstedt, född 7 februari 1967, är en svensk ishockeytränare och före detta ishockeyspelare. Han är idag huvudtränare för Brynäs IF.

## Klubbar
- Södertälje SK 1982–1986
- Hammarby Hockey 1986–1987
- Brynäs IF 1987–1994
- Södertälje SK 1994–1998
- VEU Feldkirch 1998–1999
- Vålerenga 1999–2001
- Leksands IF 2001–2003

## Klubbar som tränare
- Leksands IF U16 2003–2004
- Brynäs IF U16 2010–2012
- Brynäs IF J20 2012–2015
- EHC Kloten 2015–2018
- Grizzly Wolfsburg 2018–2019
- SC Rapperswil-Jona Lakers 2019–2021
- EV Zug 2021–2023
- Brynäs IF 2023–

## Meriter

### Som tränare
Brynäs IF
- Årets coach 2023/2024
- Årets coach 2024/2025